# Исмаил аль-Фаруки
Исмаил Раджи аль-Фаруки (араб. إسماعيل راجي الفاروقي‎ 1 января 1921 г. — 27 мая 1986 г.) — палестино-американский философ, известный своим вкладом в исламоведение и межрелигиозный диалог. Он несколько лет обучался в Аль-Азхарском университете в Каире и преподавал в университетах Северной Америки, включая Макгиллский университет в Монреале, Канада. Аль-Фаруки был профессором религии в Университете Темпл, где он основал и возглавил программу по исламским исследованиям. Он также основал Международный институт исламской мысли (IIIT). аль-Фаруки написал более 100 статей и 25 книг, включая Христианская этика: исторический и систематический анализ её доминирующих идей и Аль-Таухид: его влияние на мышление и жизнь.

## Ранние годы и образование
Аль-Фаруки родился в Яффе, в Палестине под британским мандатом. Его отец, Абд аль-Худа аль-Фаруки, был исламским судьёй (кади). Аль-Фаруки получил начальное религиозное образование дома и в местной мечети. В 1936 году он начал посещать французский доминиканский Коллеж де Фрер де Яффа.
В 1942 году он был назначен регистратором кооперативных обществ при правительстве Британского мандата в Иерусалиме. В 1945 году он стал губернатором округа Галилея. После арабо-израильской войны 1948 года аль-Фаруки эмигрировал в Бейрут, Ливан, где учился в Американском университете Бейрута. Затем он поступил в Индианский университет и получил степень магистра по философии, написав диссертацию под названием Этика разума и этика жизни (Кантианская и Ницшеанская этики) в 1949 году.
В своей магистерской диссертации аль-Фаруки исследовал этику Иммануила Канта и Фридриха Ницше. Затем он получил вторую степень магистра философии в Гарвардском университете в 1951 году и степень доктора философии, написав диссертацию под названием О обосновании добра в Индианском университете в 1952 году. В своей докторской диссертации аль-Фаруки утверждал, что ценности являются абсолютными, само собой существующими сущностями, познаваемыми априори через эмоциональную интуицию. Он основывал свои теории на использовании феноменологии Максом Шелером и исследованиях в области этики Николаем Гартманом.
Его исследования привели его к выводу, что отсутствие трансцендентного основания приводит к моральному релятивизму, что побудило его пересмотреть свое исламское наследие. В течение шести лет пребывания в Соединённых Штатах он осознал необходимость более глубокого изучения ислама, что привело его к обучению в египетском университете Аль-Азхар. К моменту отъезда из США он сформулировал новые вопросы о моральных обязательствах и стремился интегрировать свои интеллектуальные занятия со своей исламской идентичностью.

## Академическая карьера
В 1958 году аль-Фаруки был приглашен на должность приглашенного стипендиата в факультете богословия Макгиллского университета. Он жил в Вилль Сен-Лоран и присоединился к Институту исламских исследований Макгиллского университета по приглашению его основателя, Уилфреда Кантвелла Смита. С 1958 по 1961 год он преподавал вместе со Смитом и был известен своим динамичным и оригинальным подходом к исламской мысли. В этот период он изучал христианское богословие и иудаизм и познакомился с пакистанским философом Фазлуром Рахманом. В 1961 году Рахман организовал для аль-Фаруки двухлетнее назначение в Центральный институт исламских исследований в Карачи, Пакистан, чтобы ознакомить его с разнообразными мусульманскими культурами. аль-Фаруки работал там приглашенным профессором с 1961 по 1963 год.
В 1964 году аль-Фаруки вернулся в Соединённые Штаты и работал приглашенным профессором в Богословской школе Чикагского университета и ассоциированным профессором в Сиракузском университете. В 1968 году он присоединился к Университету Темпл в качестве профессора религии, где основал программу исламских исследований и занимал эту должность до своей смерти в 1986 году. В период своей работы в Университете Темпл, аль-Фаруки наставлял многих студентов, включая своего первого докторанта Джона Эспозито.
В марте 1977 года аль-Фаруки сыграл значительную роль на первой всемирной конференции по мусульманскому образованию в Мекке. Конференция собрала таких участников, как Мухаммад Камаль Хассан, Сейид Мухаммад Накиб аль-Аттас и Сейид Али Ашраф. Конференция заложила основу для создания исламских университетов в Дакке, Исламабаде, Куала-Лумпуре, Кампале и Нигере. аль-Фаруки сыграл ключевую роль в обсуждениях и разработке плана действий конференции.

## Философия и мысли

### Ранние мысли: арабизм
Ранний интеллектуальный фокус аль-Фарукиа был на урубе (арабизме). Он утверждал, что уруба была ядром идентичности и системы ценностей, объединяющей всех мусульман в единую общину верующих (умма). Аль-Фаруки считал, что арабский язык, как язык Корана, необходим для полного понимания исламской концепции мира. Он утверждал, что уруба неотделима от мусульманской идентичности, охватывая как лингвистические, так и религиозные измерения.
Аль-Фаруки также подчеркивал концепцию таухид (монотеизм) как центральный элемент арабского религиозного сознания, который он находил в иудаизме, христианстве и исламе. Эта идея подчеркивала общую нить монотеистических верований в этих религиях, укорененных в арабской культуре и языке. Он верил, что ислам и монотеизм были дарами арабского сознания человечеству, что противоречило расово основанному национализму современного века.
Эта позиция была подвергнута критике некоторыми учеными за её предполагаемую эссенциалистскую и арабоцентричную направленность. Критики, включая неарабских мусульманских интеллектуалов, оспаривали его утверждение о том, что арабский язык является единственной лингвистической структурой, подходящей для исламской мысли. Время, проведенное аль-Фарукиом в Пакистане, где он был знаком с разнообразными мусульманскими культурами, первоначально мало повлияло на его арабоцентричные взгляды.

### Переход к исламу
Взгляды аль-Фарукиа значительно изменились после его переезда в Соединённые Штаты. Его участие в Ассоциации мусульманских студентов (MSA) в Университете Темпл познакомило его с разнообразной группой мусульманских студентов из различных культурных слоев. Это знакомство побудило его пересмотреть свои ранние взгляды на арабизм. Он начал придавать большее значение широкой исламской идентичности, чем арабскому национализму, заявив: «До недавнего времени я был палестинцем, арабом и мусульманином. Теперь я мусульманин, который случается быть арабом из Палестины». Размышляя далее о своей идентичности, аль-Фаруки заметил: «Я спросил себя: Кто я? Палестинец, философ, либеральный гуманист? Мой ответ был: Я мусульманин».
Этот переход также был обусловлен его участием в межрелигиозном диалоге, где он начал осознавать важность единой исламской идентичности для проведения значимых разговоров с немусульманами. Участие аль-Фарукиа в MSA и его встречи с разнообразными мусульманскими культурами в Соединённых Штатах ещё больше укрепили его широкую исламскую идентичность над его ранними арабоцентричными взглядами.

### Метарелигия
Аль-Фаруки стремился установить метарелигиозные принципы, основанные на разуме, чтобы оценивать религии по универсальным стандартам, а не друг против друга. Эта амбициозная задача была направлена на нахождение общей основы для понимания и сотрудничества между различными вероисповеданиями. Он предложил несколько руководящих принципов для диалога, включая то, что весь диалог подлежит критике, общение должно подчиняться законам внутренней и внешней когерентности, диалог должен соответствовать реальности и быть свободным от «канонических фигураций», а также сосредоточение внимания на этических вопросах, а не на теологических спорах.
Аль-Фаруки верил, что метарелигиозный диалог может служить средством для достижения взаимопонимания и уважения между различными религиозными сообществами, помогая преодолеть разрыв, созданный доктринальными различиями. Его акцент на этике вместо теологии был направлен на облегчение более конструктивных и менее конфликтных межрелигиозных взаимодействий.

### Целостное знание
Аль-Фаруки внес значительный вклад в разработку концепции целостного знания, выражая озабоченность по поводу секуляризации знаний в мусульманских обществах. Он обсуждал «недуг уммы» и утверждал, что зависимость от западных светских инструментов и методов приводит к разрыву с экологическими и социальными реалиями мусульманских стран, часто игнорируя нарушения исламской этики. Он подчеркивал важность интеграции исламских принципов с современными знаниями для решения современных проблем и поддержания этической целостности уммы.
Поздние интеллектуальные усилия аль-Фарукиа были направлены на исламизацию знаний. Он стремился гармонизировать исламские принципы с современными академическими дисциплинами, выступая за целостную интеграцию веры и разума. Его работа в этой области привела к созданию IIIT, который стремился разработать исламскую эпистемологию и методологию для различных областей знаний.
Аль-Фаруки подчеркивал необходимость интеграции исламских знаний с современными науками. Он верил в разработку единой исламской учебной программы, которая включает современные дисциплины, основанные на исламской мысли. Его подход включал систематический процесс выявления и устранения элементов, несовместимых с исламскими принципами, и интеграцию исламских ценностей в различные академические дисциплины.
Сильно сосредоточившись на образовательной реформе, аль-Фаруки выступал за создание всеобъемлющих учебных планов и академических учреждений, которые объединяют исламские и современные науки. Этот подход был направлен на подготовку ученых, способных решать современные проблемы с исламской точки зрения. Аль-Фаруки также подчеркивал важность разработки учебных программ, практических стратегий их реализации и целостного подхода к реформированию всей образовательной системы.

### Взгляды на сионизм
Аль-Фаруки был открытым критиком сионизма, считая его несовместимым с иудаизмом из-за его националистической идеологии. Он утверждал, что несправедливости, вызванные сионизмом, требуют его демонтажа. Он предложил, чтобы бывшие израильские евреи, которые отреклись от сионизма, могли жить как «умматическая община» в рамках мусульманского мира, следуя еврейскому закону, как он интерпретируется раввинскими судами в исламской системе. Эта позиция подчеркивала его приверженность видению справедливости, основанному на исламских принципах.

## Научные достижения
В 1980 году аль-Фаруки совместно с Тахой Джабиром Альалвани, Абдул Хамидом АбуСулейманом и Анваром Ибрагимом основал Международный институт исламской мысли (IIIT).
Аль-Фаруки внёс значительный вклад в исламоведение через свои обширные труды и участие в академических и межрелигиозных организациях. Он написал более 100 статей в научных журналах и журналах и опубликовал 25 книг, включая Христианская этика: исторический и систематический анализ её доминирующих идей (1968), Ислам и проблема Израиля (1980) и Аль-Таухид: его влияние на мышление и жизнь (1982). Он участвовал в создании Группы исламских исследований Американской академии религии и был её председателем в течение десяти лет. Кроме того, он занимал такие должности, как вице-президент Коллоквиума мира между религиями и президент Американского исламского колледжа в Чикаго.
Аль-Фаруки предложил концепцию таухид (монотеизм) как объединяющий принцип в исламской мысли, подчеркивая его значимость в различных аспектах жизни, включая этику, политику и образование. Его инициатива «исламизация знаний» была направлена на интеграцию исламских принципов с современными академическими дисциплинами, способствуя целостной интеграции веры и разума. В IIIT его работа включала создание рамок для исламской эпистемологии, включая разработку учебных программ и исследовательских методологий, основанных на исламской мысли. Эта инициатива была направлена на решение проблем, вызванных секуляризацией, и взаимодействие с интеллектуальной традицией ислама.
По словам Ибрагима Калин, «исламизация знаний» аль-Фарукиа в основном касалась гуманитарных наук, исключая современные научные знания, что привело к социологическому фокусу в исламских знаниях и игнорированию секуляризирующего воздействия современной науки.
Аль-Фаруки также участвовал в межрелигиозном диалоге, продвигая взаимопонимание и сотрудничество между различными религиозными сообществами. Его усилия были направлены на создание глобальной среды мира и уважения, подчеркивая общие черты ислама, христианства и иудаизма.

## Современная значимость
Идеи аль-Фарукиа об исламизации знаний продолжают влиять на современную исламскую мысль. Его акцент на интеграцию исламских принципов с современными академическими дисциплинами остаётся актуальным для ученых и педагогов, стремящихся гармонизировать веру и разум. Его работы часто цитируются на академических конференциях и в публикациях по исламской мысли и образованию.
Вклад аль-Фаруки в межрелигиозный диалог также широко признан. Его усилия по продвижению взаимопонимания и сотрудничества между различными религиозными сообществами отмечены в нескольких научных трудах. Его подход к межрелигиозному диалогу, который подчеркивал общие черты ислама, христианства и иудаизма, считается важным вкладом в создание глобальной среды мира и уважения.
Его вклад в мусульманское сообщество в Монреале и его влияние на исламскую науку были признаны посмертно.

## Смерть
В мае 1986 года аль-Фаруки и его жена были убиты в их доме в Уинкоте, Пенсильвания, Джозефом Луисом Янгом, также известным как Юсуф Али. Янг признал свою вину, был приговорен к смертной казни и умер в тюрьме естественной смертью в 1996 году. В результате нападения также была серьёзно ранена их дочь, Анмар аль-Зейн, но она выжила после обширного медицинского лечения. Существуют различные теории относительно мотивов убийств, включая неудачное ограбление и политически мотивированное убийство.